# Adore (The Smashing Pumpkins)
Adore è il quarto album del gruppo rock statunitense The Smashing Pumpkins, pubblicato nel 1998 dalla Virgin Records.

## Il disco

### Registrazioni
Le registrazioni iniziarono nel 1996 subito dopo il tour di Mellon Collie and the Infinite Sadness, ma quelle sessioni furono scartate e non vennero inserite nell'album. Le registrazioni che condussero all'incisione finale ebbero luogo tra il novembre 1997 e marzo 1998.
Si tratta del primo album registrato senza Jimmy Chamberlin alla batteria. Questo, a detta dello stesso Corgan, ebbe delle grosse conseguenze sull'album. Infatti le parti di batteria, oltre che con una drum machine, vennero eseguite da tre batteristi diversi (tra cui Matt Cameron dei Soundgarden e dei Pearl Jam e Joey Waronker) e furono successivamente editate.
Infine Corgan chiamò Flood per mettere insieme l'album e mixare i brani.
La direzione artistica è attribuita a Frank Olinsky, Billy Corgan e Yelena Yemuck, allora ragazza di Corgan. Il materiale per l'album e i singoli consiste quasi interamente in foto in bianco e nero scattate dalla Yemuck, che ritraggono i membri del gruppo e la modella Amy Wesson, ritratta sulla copertina.

### Musica
Altro fatto che influenzò molto i contenuti e i toni dell'album, oltre alla già citata assenza di Chamberlin, fu la morte della madre di Corgan, avvenuta durante il Mellon Collie Tour. Lo stile dei Pumpkins virò, dai toni accesi del rock pieno di chitarre distorte e batteria, ad un rock più melodico, fondato sull'uso di strumenti elettronici, chitarra acustica e piano. Almeno cinque brani dell'album sono condotti dal pianoforte, mentre Appels + Oranjes contiene solo strumenti elettronici. Alla madre di Corgan è dedicata la traccia 14 dell'album, intitolata For Martha, l'unico brano in cui collabora Matt Cameron. Oltre ad essere il primo album senza Chamberlin, Adore fu il primo album a non includere contributi alla composizione di James Iha, che comunque ha scritto il brano Summer del singolo Perfect.

### Accoglienza
Nonostante recensioni abbastanza favorevoli, i fan accolsero piuttosto tiepidamente questo album, che al novembre 2005 ha venduto poco più di 3 milioni di copie. Lo stesso Corgan dichiarò di aver fatto lo sbaglio di dire al pubblico che Adore era un album techno, mentre se avesse detto che era un album acustico non avrebbe mai avuto questi problemi. Comunque l'album ha raggiunto il 2º posto nella classifica Billboard 200 negli Stati Uniti e il 5º posto nella UK Albums Chart nel Regno Unito nel 1998.
Tuttavia, nonostante le vendite non esaltanti, le novità introdotte da questo album lo rendono una pietra miliare della carriera musicale dei Pumpkins, infatti le "Zucche" continuarono a suonare canzoni tratte da questo album, anche durante il Machina Tour, con Chamberlin nuovamente alla batteria.

## Tracce
Tutti i brani sono di Billy Corgan.
1. To Sheila – 4:46
2. Ava Adore – 4:20
3. Perfect – 3:23
4. Daphne Descends – 4:38
5. Once Upon a Time – 4:06
6. Tear – 5:52
7. Crestfallen – 4:09
8. Appels + Oranjes – 3:34
9. Pug – 4:46
10. The Tale of Dusty & Pistol Pete – 4:33
11. Annie-Dog – 3:36
12. Shame – 6:37
13. Behold! The Night Mare – 5:12
14. For Martha – 8:17
15. Blank Page – 4:51
16. 17 – 0:17

Traccia bonus nell'edizione giapponese
1. Once In A While (17 si sposta alla 17ª traccia) – 3:33

## Formazione
Hanno partecipato alle registrazioni, secondo le note dell'album.
- Billy Corgan – voce, chitarra, pianoforte, tastiera
- James Iha – chitarra, voce
- D'arcy Wretzky – basso, voce addizionale nelle tracce 1,7,15

Altri musicisti
- Matt Cameron – batteria nella traccia 14
- Matt Walker – batteria nelle tracce 1, 2, 4, 6, 10, 11 e 13
- Joey Waronker – batteria nelle tracce 3, 5 e 9
- Dennis Flemion – voce addizionale nelle tracce 1 e 13
- Jimmy Flemion – voce addizionale nelle tracce 1 e 13
- Bon Harris – voce addizionale nella traccia 14
- Brad Wood – voce addizionale nella traccia 13, organo nella 15

Tecnici
- Flood - produzione, missaggio
- Billy Corgan – produzione
- Brad Wood – produzione, ingegneria del suono
- Robbie Adams – missaggio, ingegneria
- Neil Perry – missaggio, ingegneria
- Eric Greedy – assistente al missaggio
- Jay Nicholas – assistente al missaggio
- Jamie Siegel – assistente al missaggio
- Bjorn Thorsrud – registrazione, ingegneria
- Howie Weinberg – mastering

## Classifiche
| Classifica (1998) | Posizione massima |
| ----------------- | ----------------- |
| Australia         | 1                 |
| Austria           | 7                 |
| Belgio (Fiandre)  | 1                 |
| Belgio (Vallonia) | 8                 |
| Canada            | 2                 |
| Finlandia         | 5                 |
| Francia           | 1                 |
| Germania          | 3                 |
| Italia            | 3                 |
| Norvegia          | 1                 |
| Nuova Zelanda     | 1                 |
| Paesi Bassi       | 5                 |
| Regno Unito       | 5                 |
| Stati Uniti       | 2                 |
| Svezia            | 4                 |
| Svizzera          | 13                |